# Leptatherina wallacei
Leptatherina wallacei és una espècie de peix pertanyent a la família dels aterínids.

## Descripció
- Pot arribar a fer 7 cm de llargària màxima (normalment, en fa 4).[6][7][8]

## Reproducció
Té lloc durant la primavera i l'estiu. Assoleix la maduresa sexual en arribar al primer any de vida.

## Alimentació
Menja principalment insectes i petits crustacis.

## Depredadors
És depredat per Platycephalus speculator, Phalacrocorax melanoleucos i Phalacrocorax sulcirostris.

## Hàbitat
És un peix d'aigua dolça i salabrosa, pelàgic i de clima temperat.

## Distribució geogràfica
És un endemisme d'Austràlia.

## Observacions
És inofensiu per als humans.